# 白人の救世主
映画における白人の救世主（英語: white savior）とは、白人が非白人の人々を窮地から救うという定型的な表現である。その表現は、アメリカ合衆国の映画の中で長い歴史がある。白人の救世主は、メシア的な存在として描かれ、救出の過程で自身についてしばしば何かを学ぶ。
白人酋長モノなどともいう。

## 定義と歴史
社会学教授であるマシュー・ヒューイは「白人の救世主」映画を、苦難に直面した非白人の集団を白人が救う物だと定義している。ヒューイは白人の救世主の物語は20世紀後半のアメリカ合衆国での「人種の統合失調症」の現れであると考えている。1960年代、ロレイン・ハンズベリーの『ア・レーズン・イン・ザ・サン』とハーパー・リーの『アラバマ物語』を脚色した映画の公開に続いて、1970年代のブラックスプロイテーションフィルムは、アメリカ合衆国での人種的不平等に対する継続的な社会的不満を反映し、白人の救世主という比喩と釣り合うものとして機能した。ヒューイは1980年代初期頃、継続して行われた過度な文化的人種隔離が、多くの白人アメリカ人によるポストレイシャル国家をアメリカが達成したという広く行きわたった誤解につながり、過去数十年間のスクリーン上での人種の多様性に対する大衆の反発という結果となったと示唆する。1990年代から2000年代初期の間で、白人の救世主の物語を利用する映画の爆発的な人気が見られた。ヒューイはさらに、この爆発的な人気を民族集団や異人種の人々との実体的な触れ合いが多くのアメリカ合衆国の白人アメリカ人に欠けているためであると主張する。それゆえに、その映画の定型的な表現の最初の繁栄と継続的な人気はおそらく、映画館に行かなければ、実生活で異人種と会うことのない多くの白人アメリカ人の観客へ異人種間の経験を提供した。
ヒューイの説明によると、白人の救世主の物語は異人種間の友好や調和への潜在的な願望として、映画を見に行く白人アメリカ人の大部分の隙間的なニーズを満たすかもしれない。人種の壁を越えて通じ合うことを公言する白人と黒人の両方を含む人種的な救出の物語を上演することによって、自分たちが他の民族グループによる不当な扱いを受けていたと信じ、および/または、民族や人種についての未解決な国際的議論で疲弊させられた多くの白人の観衆に、ハリウッドは迎合しているのかもしれない。ヒューイはさらに、この定型表現を利用する映画が、一般に言われている、人種の関係へのより高貴な接近を提供する明白に類似したストーリーラインを持つことで、それらの映画は人種や人種的偏見、人種の自己同一性などについての議論を避けようとする白人アメリカ人の現実逃避主義や保護を提供することができると仮定する。ここでは、白人の救世主の物語は、定型表現に含まれる固有の人種的な意味合いにもかかわらず、父親的温情主義と白人の優位性という根拠のない説を修復しようとする願望に起因する一つの重要な文化的かつ人工的装置として見られることもある。

## 映画様式での比喩

### 物語の種類
ヒューイによると、白人の救世主の定型表現を使っている映画の様式は、「下級階層のグループに属し、都会で暮らしながら一般的な社会秩序や、特に教育システムなどに奮闘する、白人人種でない者が(大抵、黒人とラティーノ)登場する。その映画の結末までに、白人人種でない子たちが白人の教師の犠牲を通じて、一変させられ、救い出され、回復する」といったものである。白人の救世主の映画の一般的な構図は、白人の教師かコーチが黒人の生徒を助けるといったものである。フィッツジェラルドは、その構図自体に問題があるのではなく、むしろ、多くの黒人の生徒を助ける何千もの黒人の先生や彼ら自身のリーダーを持つ黒人のコミュニティがあるにもかかわらずに、「販売する」ハリウッドに問題があるとしている。
物語の種類は、アメリカ南部での人種差別主義に対する白人の防衛を含む。 白人の救世主の物語は、奴隷の映画が多く見られ、その中には賞を取ったものも含まれる。ヴェラとゴードンは白人救世主の物語の特徴の「最新版」は、白人の主人公が「人種が異なる援助者のチーム」を提供することであると指摘する。
関連のある物語の系統は「強力な白人」の物語で、白人の男が地元の部族の一員と一緒に住みに来て、「地元の部族の人々の方法を学ぶのではなく、彼らの技術を越して、それらの種族よりもずっとよい文化の一員になり、そして、彼らの戦士や、彼らのリーダーにもなる。」

### 歴史的な映画
白人の救世主の映画はしばしば、映画の筋やわき筋が歴史的な事件に基づくといった形式がみられる。よく知られている歴史的な出来事『リンカーン』とあまり知られていないもの『それでも夜は明ける』を含む。批判の多くは、歴史的な出来事は実在するが、映画の焦点はマイノリティの関係者ではなく、白人の主人公に当てられている、といったものである。その映画は歴史的な記録に忠実であるが、「創造的なプロセスは、選択することから始まる。つまり、どの物語を他の問題よりも優先するか決定することである。」 例えば、『アミスタッド』という映画では、奴隷船を接収し、自らを奴隷から解放した奴隷反乱の劇的な出来事に、映画の冒頭の少しの時間しかあてられていないことが指摘され、勇敢な白人の主人公が関わる映画の大部分はいったんアメリカに着いた奴隷のかつての法律の事件に焦点を当てている。
歴史的な映画の物語についての解説の一つの例は、2013年の映画、『それでも夜は明ける』である。その映画は自由民のアフリカ系アメリカ人のソロモン・ノーサップの1853年の自叙伝（タイトルはTwelve Years a Slave）を原作としている。その映画は、ノーサップが誘拐され、奴隷として売買された時の出来事を脚色している。映画の結末で（ブラッド・ピット演じる）白人のカナダ人がノーサップを奴隷状態から救い出す。『それでも夜は明ける』は、主にノーサップの快活とノーサップを実際に救出したカナダ人に焦点が当てられているが、その映画は、オルダーやベラツキー、マッコイ などの論者によって、描かれた白人の救世主の映画的な表現として認識されている。

## 批評
白人の救世主の物語は人種差別主義の潜在的要素を含むとして広く批判されてきた。ノア・ベラツキーは白人救世主の映画は、「悪い白人の人々に服従させられ、善人な白人の尽力によって自由を獲得した」黒人の人々の一つの物語の変化であると言う。社会学の准教授であるキャスリーン・フィッツジェラルドは「白人救世主ものは成功している映画ジャンルである一方、このイメージは、非白人の人々を彼ら自身の問題を解決できない無能力者」として表すため、議論の余地があるとしている。

## 分類

### 歴史映画
マシュー・マコノヒー主演の歴史映画『ニュートン・ナイト 自由の旗をかかげた男』（Free State of Jones）の評者であるアン・ホーナデイは「まさに」この映画は「もう一つの白人救世主映画」であると述べている。これに対して、『ニューヨーク・タイムズ』の評者であるA・O・スコットは、「この映画はまだ、味方である虐げられた暗い肌の人々のために自らを犠牲にする白人の救世主についての映画ではない。また、黒人の超人的な無私によって救われた白人の罪人の物語というわけでもない。Free State of Jonesは使い古された様式のテンプレートから政治的な洞察の火花を出そうと試みる珍しい作品である。」といった全く反対の意見をとっている。一方で、批評家のリチャード・ブロディは「Free State of Jonesをよく知られた白人救世主の物語のジャンルに追いやることは魅力的であるが、ニュートン・ナイトは救世主というよりはむしろ新たな南の化身という他のものとして現れる。」と書いている。

### SF映画
1999年のSF映画、『マトリックス』とその続編についても批評家の意見は一致していない。『マトリックス』は人類を救う救世主となる白人のコンピューターハッカー、ネオ（キアヌ・リーブス）が主役の映画である。マシュー・ヒューイは彼の著書、The White Savior Filmの中で、「コンピューターシミュレーテッドリアリティの外側の多文化的な景観に入り込んだ白人の主人公が彼の恩寵を通じて、今にも起りそうな災害から非白人の人々を救い始めなければならない。」と記している。ハーナンとヴェラは著書、Screen Saviors: Hoiiywood Fiction of Whitenesssで『マトリックス』を人種が異なる援助者のチームを持つ白人の救世主という近頃の白人の救世主の物語の「最新作」として分類している。彼らは、「その映画の潜在的な白人の人種差別主義の批判は、黒人のキャラクターのモーフィアスやオラクル、モーフィアスの仲間のタンクやドーザーなどの白人の救世主であるネオに仕える弟子たちなどの神話のプロットによって否定される。」 アディリフ・ナマはこれに対して、著書、Black Space: Imagining Race in Science Fiction Filmでモーフィアスとオラクルの重要な任務について「概して、その探求は白人の救世主によってもたらされた任務よりも、黒人の男性や女性によってもたらされた任務のように見える。その黒人のキャラクターは簡単に読み解くと、ブラック・パワー運動や公民権運動の象徴的で文化的な試金石や、それらの残余である。」

### スポーツ映画
2015年の映画、『マクファーランド 栄光への疾走』は白人救世主のジャンルの「感動的なスポーツ映画」の一つとして見られることがある。だがしかし、監督のニキ・カーロはこのように述べている。「私たちは白人の救世主の映画を作らないようにとても気にかけた。そして、あなたはその題材で白人の救世主の映画を作ることができただろうが、欠点のある彼がそのコミュニティによって最終的に救われたことが私たちにとっては本当に重要であった」批評家のケイティ・キルケニーは「白人救世主」の前提を認めたが、ほかの解釈を指摘している。「パラダイム的なうわべを超えるという人もいれば、その映画は、更なる多様なアメリカで白人の人々の気分を徐々に楽にさせる映画であると主張する者もいる」テュランはその映画は「白人の救世主の映画のように聞こえるかもしれないけど、監督の意向により、そういう風には見えない」と述べている。

## 例
| 映画                                    | 年   | 出典                                      |
| --------------------------------------- | ---- | ----------------------------------------- |
| それでも夜は明ける                      | 2013 | [ 11 ] [ 7 ] [ 10 ] [ 13 ]                |
| 42 〜世界を変えた男〜                   | 2013 | [ 27 ]                                    |
| アフリカン・ダンク                      | 1994 | [ 11 ]                                    |
| アミスタッド                            | 1997 | [ 7 ]                                     |
| アバター                                | 2009 | [ 28 ]                                    |
| しあわせの隠れ場所                      | 2009 | [ 11 ]                                    |
| ブラッド・ダイヤモンド                  | 2006 | [ 29 ]                                    |
| シティ・オブ・ジョイ                    | 1992 | [ 8 ]                                     |
| コンラック先生                          | 1974 | [ 5 ]                                     |
| クール・ランニング                      | 1993 | [ 27 ]                                    |
| 遠い夜明け                              | 1987 | [ 28 ]                                    |
| ダンス・ウィズ・ウルブズ                | 1990 | [ 11 ]                                    |
| デンジャラス・マインド/卒業の日まで     | 1995 | [ 11 ]                                    |
| 第9地区                                 | 2009 | [ 28 ]                                    |
| ジャンゴ 繋がれざる者                   | 2012 | [ 7 ]                                     |
| エリジウム                              | 2013 | [ 30 ]                                    |
| エクスプレス/負けざる男たち             | 2008 | [ 27 ]                                    |
| 小説家を見つけたら                      | 2000 | [ 31 ]                                    |
| ニュートン・ナイト 自由の旗をかかげた男 | 2016 | [ 15 ] [ 16 ]                             |
| フリーダム・ライターズ                  | 2007 | [ 32 ]                                    |
| グローリー                              | 1989 | [ 7 ]                                     |
| グローリー・ロード                      | 2006 | [ 27 ]                                    |
| グラン・トリノ                          | 2008 | [ 28 ]                                    |
| グリーン・ベレー                        | 1968 | [ 8 ]                                     |
| ハーフネルソン                          | 2006 | [ 5 ]                                     |
| 陽だまりのグラウンド                    | 2001 | [ 32 ]                                    |
| The Harlem Globetrotters                | 1951 | [ 27 ]                                    |
| ヘルプ 〜心がつなぐストーリー〜         | 2011 | [ 11 ]                                    |
| ザ・ハリケーン                          | 1999 | [ 27 ]                                    |
| インディ・ジョーンズ/魔宮の伝説         | 1984 | [ 8 ]                                     |
| The Jackie Robinson Story               | 1950 | [ 27 ]                                    |
| Jim Thorpe – All-American               | 1951 | [ 27 ]                                    |
| ラスト サムライ                         | 2003 | [ 11 ]                                    |
| アラビアのロレンス                      | 1962 | [ 33 ]                                    |
| ターザン:REBORN                         | 2016 | [ 34 ]                                    |
| リンカーン                              | 2012 | [ 7 ]                                     |
| マシンガン・プリーチャー                | 2011 | [ 32 ]                                    |
| 王になろうとした男                      | 1975 | [ 8 ]                                     |
| マトリックス                            | 1999 | [ 17 ] [ 18 ] [ 19 ] [ 20 ]               |
| マクファーランド 栄光への疾走           | 2015 | [ 21 ] [ 25 ] [ 22 ] [ 23 ] [ 26 ] [ 24 ] |
| ミリオンダラー・アーム                  | 2014 | [ 35 ] [ 36 ] [ 37 ]                      |
| ミシシッピー・バーニング                | 1988 | [ 28 ]                                    |
| ミュージック・オブ・ハート              | 1999 | [ 11 ]                                    |
| カッコーの巣の上で                      | 1975 | [ 8 ]                                     |
| 選挙の勝ち方教えます                    | 2015 | [ 38 ]                                    |
| The Principal                           | 1987 | [ 11 ]                                    |
| 僕はラジオ                              | 2003 | [ 27 ]                                    |
| タイタンズを忘れない                    | 2000 | [ 27 ]                                    |
| The Ron Clark Story                     | 2006 | [ 39 ]                                    |
| ヒマラヤ杉に降る雪                      | 1999 | [ 40 ]                                    |
| 路上のソリスト                          | 2009 | [ 32 ]                                    |
| スターゲイト                            | 1994 | [ 8 ]                                     |
| Sunset Park                             | 1996 | [ 5 ]                                     |
| ティアーズ・オブ・ザ・サン              | 2003 | [ 41 ] [ 42 ]                             |
| スリー・キングス                        | 1999 | [ 8 ]                                     |
| 評決のとき                              | 1996 | [ 27 ]                                    |
| アラバマ物語                            | 1962 | [ 31 ]                                    |
| ワイルドキャッツ                        | 1986 | [ 11 ]                                    |
| グリーンブック                          | 2018 |                                           |
| MINAMATA                                | 2020 |                                           |